# چرب‌مو
چرب‌مو (نام علمی: Lipotriches) نام یک سرده از تیره شیرین‌زنبوران است.